# Aldair
Aldair Nascimento dos Santos, född 30 november 1965 i Ilhéus, är en brasiliansk före detta fotbollsspelare. Han var en del av det brasilianska landslaget som vann guld vid VM 1994. Mellan 1990 och 2004 spelade han över 400 matcher som försvarare för AS Roma i Serie A.

## Meriter
- 1989 - Copa America
- 1991 - Coppa Italia
- 1994 - VM-guld
- 1996 - OS-brons
- 1997
  - Copa America
  - FIFA Confederations Cup
- 1998 - VM-silver
- 2001
  - Italienska ligan
  - Italienska supercupen